# Achoerodus viridis
Achoerodus viridis là một loài cá biển thuộc chi Achoerodus trong họ Cá bàng chài. Loài này được mô tả lần đầu tiên vào năm 1866. Đây là loài cá biểu tượng của bang New South Wales, Úc.

## Từ nguyên
Tính từ định danh viridis trong tiếng Latinh mang nghĩa là "xanh lá", vì loài cá này được mô tả là có màu xanh lục nhạt (có lẽ là màu của mẫu vật đã được bảo quản trong cồn).

## Phạm vi phân bố và môi trường sống
A. viridis là loài đặc hữu của vùng biển phía đông nam nước Úc, có phạm vi trải dài từ thành phố Hervey Bay, Queensland đến bán đảo Wilsons Promontory ở bang Victoria và phía đông bắc Tasmania.
A. viridis trưởng thành sinh sống gần các rạn san hô và mỏm đá ngầm ở độ sâu đến 60 m, trong khi cá con thường được tìm thấy ở vùng biển gần bờ và cả khu vực cửa sông, còn cá bột lẫn trong các thảm cỏ biển.

## Loài bị đe dọa
Quần thể của A. viridis đã bị suy giảm nghiêm trọng từ trước những năm 1960 do việc đánh bắt dữ dội ở thời điểm đó. Sau khi có lệnh cấm đánh bắt thương mại vào năm 1974, quần thể của loài này mới dần ổn định trở lại. Vì vậy, A. viridis vẫn được xếp vào Loài sắp bị đe dọa theo IUCN.
Kể từ năm 1980, việc buôn bán thương mại đối với A. viridis bị nghiêm cấm hoàn toàn, nhưng chỉ ở mức hạn chế đối với câu cá giải trí. Chiều dài nhỏ nhất được phép đánh bắt là 30 cm, và những người đi câu chỉ được phép câu hai con mỗi ngày. Sản lượng A. viridis trong đánh bắt giải trí hằng năm ở New South Wales ước tính khoảng 20–50 tấn.
Kể từ tháng 4 năm 2011, cả A. viridis và Achoerodus gouldii đều được bảo vệ hoàn toàn trong vùng biển Victoria.

## Mô tả

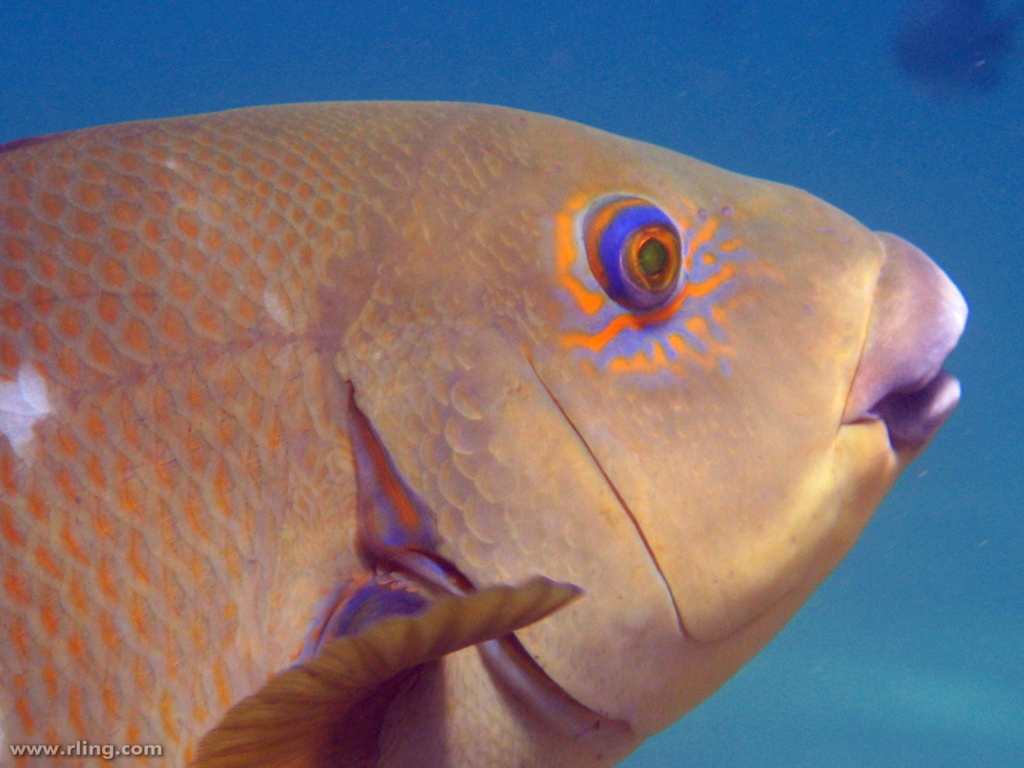
Cá cái

Chiều dài lớn nhất được ghi nhận ở A. viridis là 120 cm. Cá con màu xanh lục đến nâu. Cá cái có màu nâu đỏ nhạt, trên mỗi vảy thường có một chấm đỏ và lốm đốm các vệt trắng trên lưng. Cá đực màu xanh lam thẫm và có các vệt màu vàng cam xung quanh mắt.
Số gai ở vây lưng: 11; Số tia vây ở vây lưng: 10–11; Số gai ở vây hậu môn: 3; Số tia vây ở vây hậu môn: 10–11; Số tia vây ở vây ngực: 16–18; Số gai ở vây bụng: 1; Số tia vây ở vây bụng: 5.

## Sinh thái học
A. viridis là loài lưỡng tính tiền nữ (protogynous hermaphrodite), tức là cá đực trưởng thành đều phải trải qua giai đoạn trung gian là cá cái. Cá đực thường sống thành nhóm cùng với bầy cá cái trong hậu cung của nó, trong đó có 1–2 con cá cái đã trưởng thành hoàn toàn; nếu con đực đầu đàn chết đi, con cái trưởng thành này sẽ chuyển thành cá đực và thống trị cả bầy.
A. viridis trải qua giai đoạn là cá cái trung bình trong khoảng 18 năm đầu tiên. Sau đó, cá cái sẽ chuyển đổi thành cá đực khi đạt đến chiều dài trong khoảng 48–58 cm. Thời điểm sinh sản của A. viridis diễn ra từ tháng 7 đến tháng 10. Tuổi thọ lớn nhất được biết đến ở loài cá này là 35 năm tuổi.
Thức ăn của A. viridis là cầu gai, động vật thân mềm và động vật giáp xác. Cá bột dưới 3 cm ăn chủ yếu các loài giáp xác chân chèo, những cá thể lớn hơn (5–15 cm) ăn giáp xác chân khớp và nhiều loài giáp xác khác. Cá >30 cm bắt đầu ăn các loài trai sò và cầu gai.